# Sé (Lamego)
Sé ist ein Ort und eine ehemalige Gemeinde (Freguesia) im portugiesischen Kreis Lamego. Die Gemeinde hatte 3470 Einwohner (Stand 30. Juni 2011). Wichtigstes und namensgebendes Bauwerk ist die Kathedrale von Lamego (Sé Catedral).
Am 29. September 2013 wurden die Gemeinden Lamego (Sé) und Lamego (Almacave) zur neuen Gemeinde Lamego (Almacave e Sé) zusammengeschlossen.

## Einzelnachweise

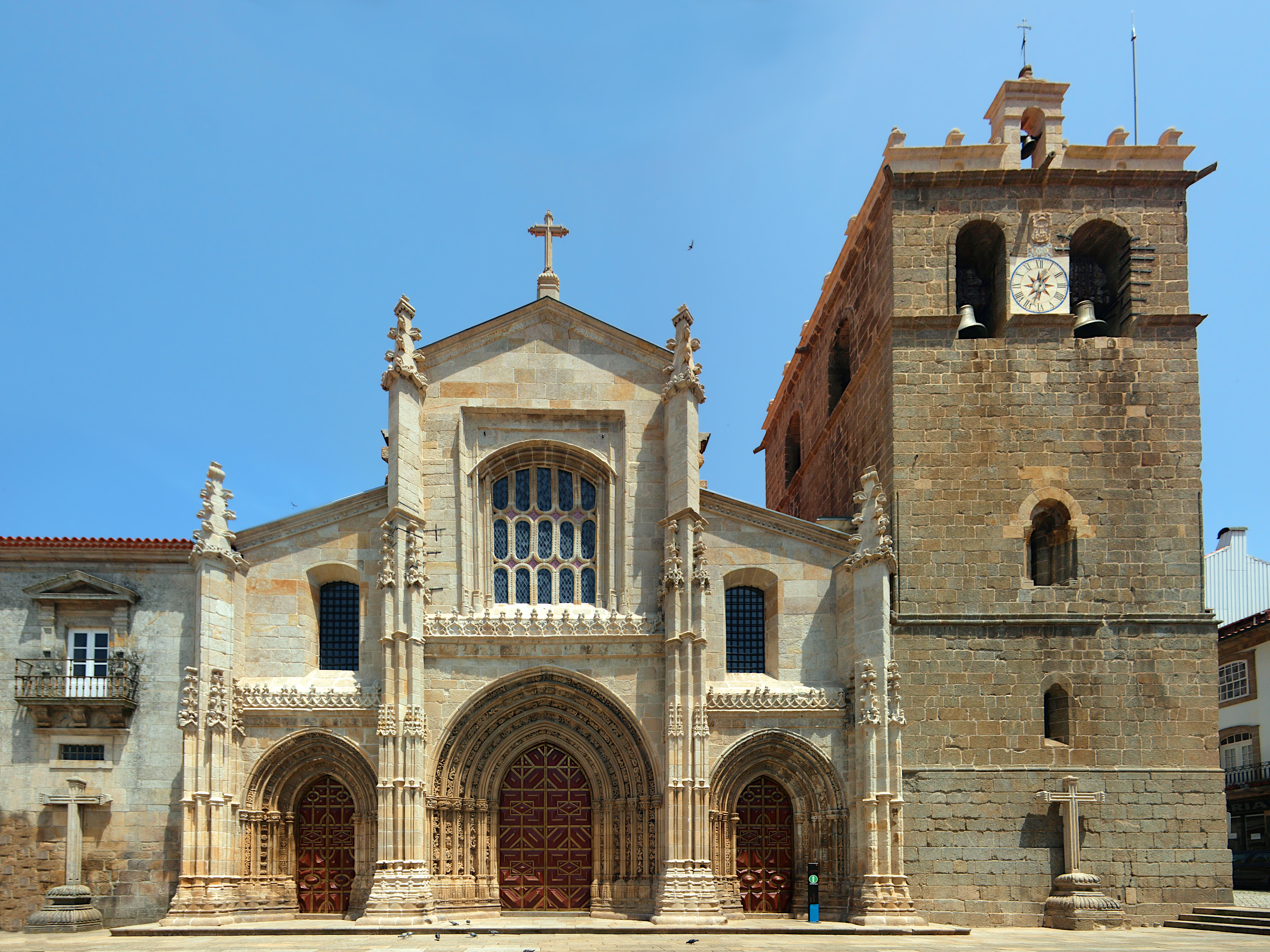
Sé de Lamego